# Lipowa (Spytkowice)
Lipowa ist eine Ortschaft mit einem Schulzenamt der Landgemeinde Spytkowice im Powiat Wadowicki der Woiwodschaft Kleinpolen in Polen.

## Geographie
Der Ort liegt am südöstlichen Ufer der Weichsel, 10 km nordöstlich der Stadt Zator. Die Nachbarorte sind Spytkowice im Osten, Podłęże im Norden und Bagienna im Nordosten (beide nördlich der Weichsel), sowie Ryczów im Süden.

## Geschichte
Das Wald silva dicta Lypowa (vom Appellativ lipa – Linden) am westlichen Ufer der Weichsel bei Kamień wurde im Jahr 1500 erstmals urkundlich erwähnt, aber das gleichnamige Dorf entstand erst etwas vor dem 18. Jahrhundert.
Bei der Ersten Teilung Polens wurde Lipowie 1772 Teil des neuen Königreichs Galizien und Lodomerien des habsburgischen Kaiserreichs (ab 1804). Ab 1782 gehörte es dem Myslenicer Kreis (1819 mit dem Sitz in Wadowice). Nach der Aufhebung der Patrimonialherrschaften bildete es nach 1850 eine Gemeinde im Gerichtsbezirk Wadowice im Bezirk Wadowice, ab 1891 im Gerichtsbezirk Zator, der 1910 mit Gerichtsbezirk Oświęcim vereinigt wurde, um den Bezirk Oświęcim zu gründen.
1918, nach dem Ende des Ersten Weltkriegs und dem Zusammenbruch der k.u.k. Monarchie, wurde Lipowa wieder Bestandteil von Polen. Unterbrochen wurde dies nur durch die Besetzung Polens durch die Wehrmacht im Zweiten Weltkrieg. Es gehörte dann zum Distrikt Krakau des Generalgouvernements.
Nach dem Ersten Weltkrieg wurde es mit Bagienna als die Gemeinde Lipowa Bagienna vereinigt, nach der Regulierung der Weichsel und dem Bau eines Hochwasserdamms vor dem Zweiten Weltkrieg wurde es wieder unabhängig.
Von 1975 bis 1998 gehörte Lipowa zur Woiwodschaft Bielsko-Biała.